# Turmhügelburg Handewitt
Die Turmhügelburg Handewitt ist eine abgegangene Niederungsburg in Gestalt einer Turmhügelburg (Motte) westlich von Handewitt an der Straße Westerlund im Kreis Schleswig-Flensburg in Schleswig-Holstein. Heute gehört sie offensichtlich zu den archäologischen Kulturdenkmalen des Ortes.

## Hintergrund
In der Umgebung von Flensburg und in Flensburg selbst gab es mehrere Turmhügelburgen, so befindet sich auf dem Stadtwappen Flensburgs ebenfalls eine Turmhügelburg. Die nächstgelegenen ursprünglich ähnlich gestalteten Burganlagen sind die nordöstlich an der dänischen Grenze gelegene Burg Niehuus bei Harrislee, die östlich in der Marienhölzung gelegene Eddeboe und vermutlich auch die Burg beim Weinberg im benachbarten östlich gelegenen Flensburger Stadtteil Weiche. Das Alter der Handewitter Turmhügelburg ist unbestimmt. Die Funktion der Burg ist ebenfalls unklar. Flensburgs Turmhügelburgen dienten entweder als Sitz von Edelleuten oder waren Bestandteil der Flensburger Stadtbefestigung. Die Gegend, in der die Turmhügelburg liegt, war zwar im Mittelalter dünn besiedelt, doch schon damals lag sie offenbar nahe einer Landstraßenverbindung, die westwärts in Richtung Nordfriesland verlief. Der Landstraßenname „Westerlund“ benennt einen westlich gelegenen kleinen Wald. Im Norden des Burgstandortes befindet sich zumindest heute ein solcher Wald. Direkt östlich verläuft ein von Süden nach Norden verlaufender Graben, der bis zum nördlich gelegenen Meyner Mühlenstrom verläuft. Der Graben, der möglicherweise Bestandteil der Burg war, ist ungefähr 0,8 Meter tief und 5 Meter breit. Das Gebiet des Turmhügels liegt in einer alten Niederung des besagten Flusses. Der nur schwach erhaltene Burghügel ist heute 1,5 Meter hoch und hat einen Durchmesser von 38 Meter. Nördlich, unterhalb des Burghügels haben sich Feuchtpflanzen angesiedelt.

## Sage
Um 1930 wurde durch den Sagensammler Bruno Ketelsen schriftlich eine Sage zur Burg und dem dort entstandenen Kratt festgehalten:

„Vor vielen Jahren hat an der Grenze zwischen Meyn und Handewitt eine Burg gestanden. Rundherum ist ein breiter Graben gewesen, da ist jetzt noch eine Vertiefung zu sehen. Hier wohnte eine Gräfin, die war Witwe. Sie hatte einen Verwalter, der hat sie immer gern heiraten wollen, sie wollte ihn aber nicht haben. Da hat er denn aus Wut das ganze Feld mit Eicheln besät. So ist das dortige Schrupp gewachsen.“